# Poltergeist (Exoplanet)
Poltergeist (PSR B1257+12 c auch PSR B1257+12 B) ist ein Exoplanet, der den Pulsar Lich alle 66,54 Tage umkreist. Auf Grund seiner geringen Masse wird angenommen, dass es sich um einen terrestrischen Planeten handelt. Er hat beinahe dieselbe Masse wie sein Nachbar Phobetor.

## Entdeckung
Anders als die Mehrzahl aller Exoplaneten wurde dieser mit Hilfe der Pulsar-Timing-Methode entdeckt. Der Exoplanet wurde von Aleksander Wolszczan et al. im Jahr 1992 entdeckt.

## Umlauf und Masse
Der Planet umkreist den Pulsar in einer Entfernung von etwa 0,36 AE bei einer Exzentrizität von 1,86 Prozent und hat eine Masse von etwa 4,132 Erdmassen oder 0,01353 Jupitermassen. Sein Radius beträgt Schätzungen zufolge 9.400 Kilometer.